# José Tragó

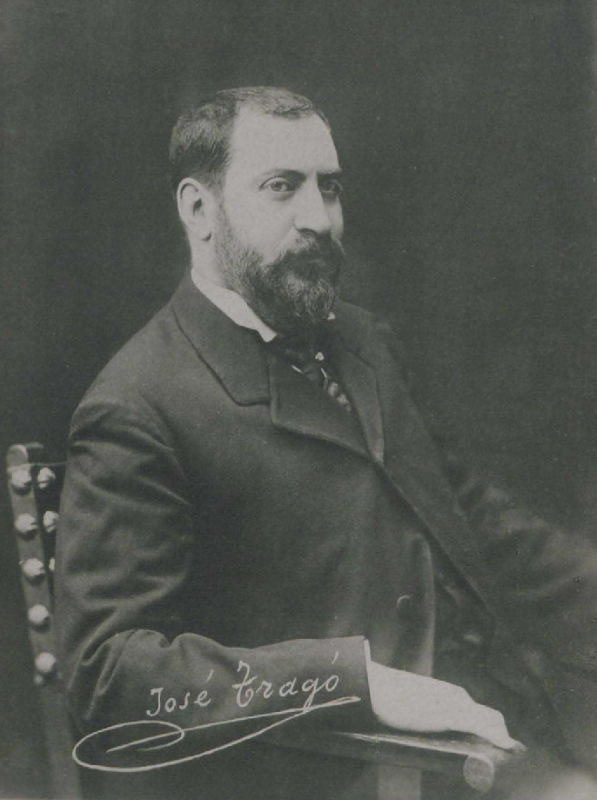
Retrato de José Tragó

José Tragó y Arana (Madrid, 25 de septiembre de 1856-Madrid, 3 de enero de 1934) fue un pianista y compositor español. 

## Biografía
Nacido en Madrid el 25 de septiembre de 1856 o de 1857 realizó sus estudios en el Conservatorio de Madrid, trasladándose luego a París a fin de perfeccionar su técnica pianística, llegando a ganar el Gran Premio del conservatorio de la capital del Sena. Allí es condiscípulo de Isaac Albéniz, con quien mantiene una fructífera relación profesional a lo largo de su carrera, participando en conciertos para dos pianos y en el Trío Arbós. Albéniz le dedicaría su Concierto Fantástico op. 78-. 
Fue un importante concertista, participando en la Sociedad de Cuartetos de Madrid junto a Jesús de Monasterio, Enrique Fernández Arbós, Víctor Mirecki, y muchos otros, con la que realizó giras por España y Portugal. 
Catedrático de piano del Conservatorio de Madrid desde 1886, forma junto a Jesús de Monasterio (música de cámara), Felipe Pedrell (composición) y Víctor Mirecki (violonchelo), el núcleo de renovación de la didáctica musical en la escuela musical madrileña. También, junto a Pedrell, participa en los orígenes del nacionalismo musical español. Entre sus discípulos se cuenta a Joaquín Turina, Manuel de Falla, José Muñoz Molleda, Enrique Granados, Vicente Zurrón, Javier Alfonso, Fidela Campiña Ontiveros y otros muchos.
Fue caballero de la Orden de Isabel la Católica y académico de número la de Bellas Artes de San Fernando.
Su labor como compositor se centró fundamentalmente en su instrumento, siendo su obra más famosa la colección de estudios Escuela de Piano.